# 뉘네스함

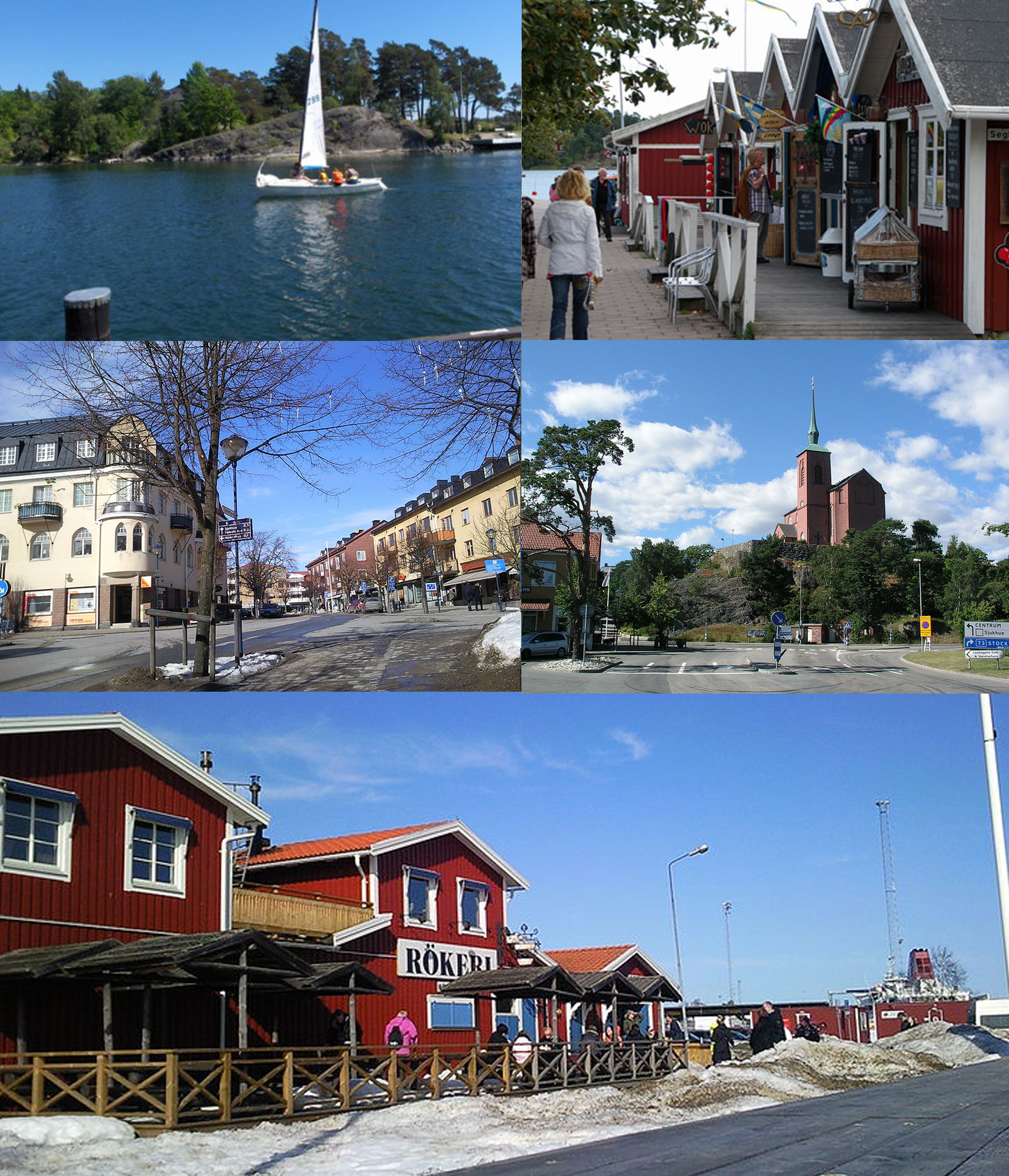
뉘네스함

뉘네스함(스웨덴어: Nynäshamn)은 스웨덴 스톡홀름주의 도시로 면적은 6.68km2, 인구는 13,510명(2010년 12월 31일 기준), 인구 밀도는 2,024명/km2이다. 행정 구역상으로는 뉘네스함 시에 속한다.